# San Miguel, Surigao del Sur
San Miguel là một đô thị hạng 3 ở tỉnh Surigao del Sur, Philippines. Theo điều tra dân số năm 2000, đô thị này có dân số 27.883 người trong 5.086 hộ.

## Các đơn vị hành chính
San Miguel được chia thành 18 barangay.
| - Bagyang - Baras - Bitaugan - Bolhoon - Calatngan - Carromata - Castillo - Libas Gua - Libas Sud - Magroyong | - Mahayag (Maitum) - Patong - Poblacion - Sagbayan - San Roque - Siagao - Tina - Umalag |